# Kent Lambert
Pour les articles homonymes, voir Lambert.
Pas d'image ? Cliquez ici

a Compétitions nationales et continentales officielles uniquement.

b Matchs officiels uniquement.
Dernière mise à jour le 10 septembre 2021.
 Kent King Lambert, né le 23 mars 1952 à Wairoa (Nouvelle-Zélande), est un international né-zélandais de rugby à XV évoluant au poste de pilier (1,80 m pour 102 kg). 

## Carrière
Il a disputé son premier test match avec l'équipe de Nouvelle-Zélande  le 16 décembre 1972 contre l'Écosse, il avait vingt ans. Son dernier test match fut contre les Lions britanniques, le 13 août 1977. 
Lambert a joué aussi avec les Māori de Nouvelle-Zélande. En 1978 il a fait une brève carrière au rugby à XIII, abrégée par une blessure.

## Palmarès
- Nombre de test matchs avec les Blacks :  11
- Nombre total de matchs avec les Blacks :  40